# Zwei ausgekochte Gauner
Zwei ausgekochte Gauner (Originaltitel: The Sting II) ist eine US-amerikanische Gangsterkomödie des Regisseurs Jeremy Kagan aus dem Jahr 1983. Sie bildet die Fortsetzung des zehn Jahre zuvor erschienenen Films Der Clou.

## Handlung
New York im Jahr 1940: Die beiden Kleinganoven Hooker und Gondorff haben mit dem Mafioso Macalinski noch eine Rechnung zu begleichen. Dieser ließ vor einiger Zeit ihren Kumpel Kid Color ermorden. Außerdem planen die beiden den großen Coup. Bei der Umsetzung ihres Plans soll ihnen die schöne Veronica helfen. Sie soll Macalinski zur Teilnahme an einem scheinbar bombensicheren Wetteinsatz verführen. Doch dabei wird nicht immer mit fairen Karten gespielt.

## Veröffentlichung
Zwei ausgekochte Gauner feierte seine Premiere am 18. Februar 1983 in den amerikanischen Kinos. In der Bundesrepublik Deutschland war er erstmals am 17. Juni 1983 zu sehen, in den Kinos der DDR am 3. Januar 1986.

## Kritiken
Das Lexikon des internationalen Films hält den Film für eine „allzu routiniert-unpersönlich inszenierte“ Fortsetzung von Der Clou, welche „streckenweise recht amüsant“ ist, „die ihren Vorgänger jedoch bei weitem nicht erreicht.“

## Auszeichnungen
Komponist Lalo Schifrin wurde für seine Arbeit 1984 für den Oscar in der Kategorie Beste adaptierte Filmmusik nominiert.